# Space Vampires
Space Vampires (Lifeforce) è un film del 1985 diretto da Tobe Hooper, tratto dal romanzo di fantascienza I vampiri dello spazio (The Space Vampires, 1976) di Colin Wilson. Sul genere della cosiddetta "fantascienza gotica britannica", in voga negli anni cinquanta e sessanta, si coniugano la fantascienza e il fantasy con l'eros.

## Trama
Una spedizione spaziale angloamericana, a bordo dell'astronave Churchill, giunge nelle vicinanze della cometa di Halley, facendo una singolare scoperta, ovvero un'immensa astronave extraterrestre, celata dalla coda della stessa cometa. All'interno si trovano giganteschi pipistrelli e i corpi di tre umanoidi, perfettamente conservati all'interno di bare di cristallo.
Una serie di misteriosi decessi decima l'equipaggio della Churchill e soltanto il colonnello Carlsen riesce a salvarsi, lanciandosi nello spazio a bordo di una scialuppa.
Una spedizione di soccorso recupera le misteriose bare contenenti i tre umanoidi, che vengono trasportate a Londra, al centro internazionale di ricerche spaziali. Uno dei tre, con l'aspetto esteriore di una splendida ragazza, viene destato incautamente e comincia a colpire gli esseri umani emettendo raggi micidiali che li riducono allo stato di cadaveri rinsecchiti.
I tre umanoidi si rivelano appartenenti a una razza di vampiri spaziali e cercano di sopravvivere succhiando l'energia vitale dai terrestri che cadono nella loro sfera di influenza. Le vittime di tale trattamento diventano assetati dell'energia di altri esseri umani, altrimenti si dissolvono in polvere (o esplodono) in due ore.
Faticosamente, i due compagni della bella e perfida Space Girl vengono distrutti utilizzando ordigni esplosivi. Lei però riesce invece a fuggire dal Centro di ricerche, iniziando a vagare completamente nuda in giro per la città, continuando a impossessarsi della psiche e delle energie vitali di coloro che incontra.
A causa di quanto sta accadendo, il panico e la disperazione ben presto si impadroniscono dell'intera Gran Bretagna, sotto il giogo del morbo ora denominato "peste spaziale". Londra viene posta in stato di assedio, mentre nella cattedrale la terribile fanciulla esercita la funzione di polo di trasmissione dell'energia catturata dai corpi degli abitanti della città, che sale sotto forma di una colonna di spire azzurre verso un'astronave a forma di ombrello con artigli.
Carlsen, tuttavia, riesce a individuare la Space Girl, della quale nel frattempo si è innamorato. Lei lo ricambia, lo chiama a sé ed evita di ucciderlo. Ugualmente, Carlsen è combattuto dal dilemma morale se eliminarla o meno.
Quando ormai tutto sembra perduto, il colonnello Caine (che aveva aiutato Carlsen nelle ricerche della ragazza) raggiunge i due nella cattedrale e gli lancia una spada, con la quale lui la colpisce, uccidendo però anche se stesso: la maledizione che ha colpito la città finalmente giunge al termine e l'astronave riparte nello spazio.

## Curiosità
Il tema musicale del film è stato rielaborato ed inserito (pur se con alcune differenze) nella colonna sonora del gioco di ruolo Baldur's Gate, come tema musicale per le scene di combattimento.
Lo stesso tema viene riproposto per l'accompagnamento del trailer del thriller A trenta secondi dalla fine (1985)
Il primo passaggio televisivo avvenne il 7 aprile 1988 su Odeon TV.